# Ik ben ik
Ik ben ik is een nummer van Boudewijn de Groot dat in 1974 op single verscheen. Het was een losse single tussen twee elpees in. Zowel de A- als B-kant waren van de hand van Boudewijn de Groot en Ruud Engelander in een arrangement van Bert Paige.
Ik ben ik gaat over een diepe relatie, waarbij twee één zijn en toch twee. Buiten gaat over het einde van een relatie, waarbij alles gezegd is behalve het definitieve afscheid.

## Hitnotering

### Nederlandse Top 40
| Positie: | 23 | 21 | 21 | 33 | uit |

### NederlandseDaverende 30
| Positie: | 27 | uit |

### NPO Radio 2 Top 2000
| Nummer met noteringen in de NPO Radio 2 Top 2000 | '00  | '01 | '02  | '03  | '04  | '05  | '06  | '07  | '08  |
| ------------------------------------------------ | ---- | --- | ---- | ---- | ---- | ---- | ---- | ---- | ---- |
| Ik ben ik                                        | 1969 | -   | 1663 | 1591 | 1466 | 1274 | 1573 | 1706 | 1573 |

1. ↑  Een '-' betekent dat het nummer niet was genoteerd en een vetgedrukt getal geeft de hoogste notering aan.
2. ↑  2000 was het eerste jaar met een notering voor dit nummer.
3. ↑  Deze tabel is bijgewerkt tot en met de laatste editie (2024).